# 拉維扎拉

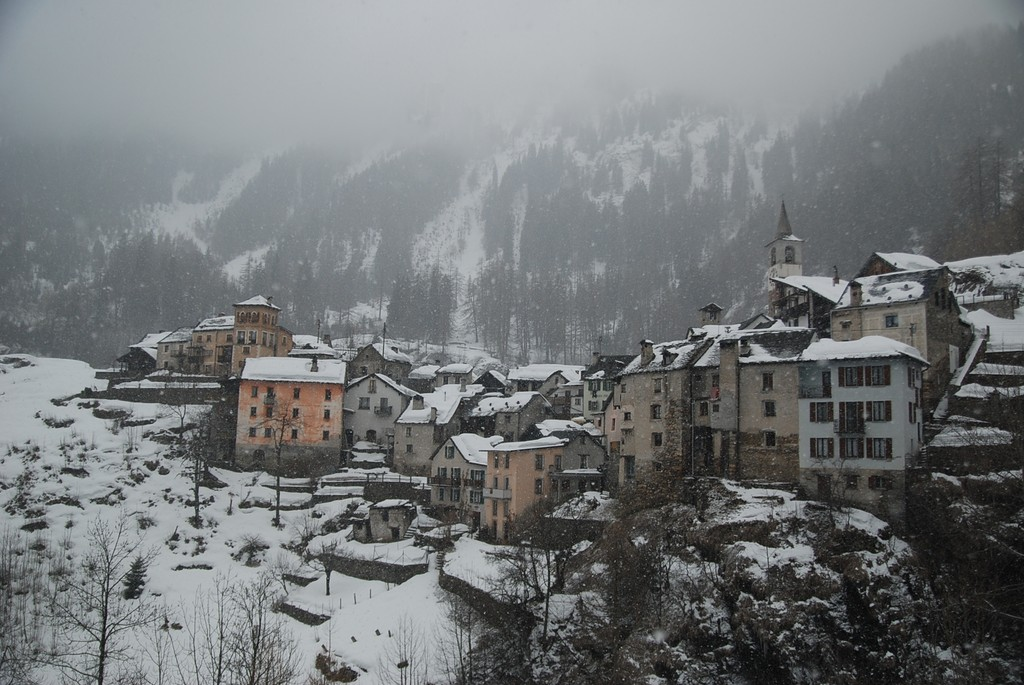

拉維扎拉是一个位于瑞士南部的城鎮，由提契諾州負責管轄，面積187.5平方公里，海拔高度763米，九成人口信奉羅馬天主教，2011年人口529，人口密度每平方公里3人。

## 外部連結
- Official website （意大利文）